# امیتی گاردنز (پنسیلوانیا)
امیتی گاردنز (به انگلیسی: Amity Gardens) یک منطقهٔ مسکونی در ایالات متحده آمریکا است که در پنسیلوانیا واقع شده‌است. امیتی گاردنز ۳٬۴۰۲ نفر جمعیت دارد.